# Diplostichum longirostre
Diplostichum longirostre là một loài rêu trong họ Eustichiaceae. Loài này được Brid. Mont. mô tả khoa học đầu tiên năm 1845.